# Phascolosorex doriae
Phascolosorex doriae é uma espécie de marsupial da família Dasyuridae. Endêmica da Nova Guiné Ocidental na Indonésia.
- Nome Popular: Narrow-de-barriga-vermelha

- Nome Científico: Phascolosorex doriae (Thomas, 1886)

- Sinônimo do nome científico da espécie: Phascogale nouhuysii; Phascogale pan; Phascogale umbrosa;

## Características
Esta espécie é ligeiramente maior que o Phascolosorex dorsalis e tem pequenas bolhas. Mede cerca de 16–27 cm e a cauda de 16–19 cm. pesa cerca de 150-200g;

## Hábitos alimentares
Alimentam-se de insetos e outros invertebrados;

## Habitat
É encontrado em florestas de montanhas;

## Distribuição Geográfica
Oeste de Nova Guiné;